# Giuseppe Antoci
Giuseppe Antoci (ur. 11 stycznia 1968 w Santo Stefano di Camastra) – włoski ekonomista i polityk, w latach 2013–2018 dyrektor Parco dei Nebrodi, deputowany do Parlamentu Europejskiego X kadencji.

## Życiorys
Absolwent studiów ekonomicznych na Uniwersytecie w Mesynie. Zawodowo związany z sektorem bankowym.
W latach 2013–2018 pełnił funkcję dyrektora Parco dei Nebrodi, największego chronionego obszaru przyrodniczego na Sycylii. Ujawniał i zwalczał działania tzw. mafii pastwiskowej, zorganizowanych grup przestępczych zajmujących się wyłudzaniem unijnych dotacji rolnych. W 2015 ustalił w parku nowe reguły przewidujące wymóg tzw. zaświadczenia antymafijnego przy wniosku o dzierżawę gruntu w każdym przypadku (niezależnie od wartości, jak to miało miejsce poprzednio). Zasady te zostały następnie przyjęte we wszystkich prefekturach na wyspie.
Działania te skutkowały zagrożeniem dla jego życia, na skutek czego został objęty ochroną. W maju 2016 doszło do zamachu na jego życie, gdy przyblokowano i ostrzelano pancerny samochód, którym się poruszał.
W 2014 powołany na koordynatora Federparchi Sicilia, federacji chronionych obszarów przyrodniczych na Sycylii. Został później honorowym przewodniczącym działającej na rzecz zwalczania przestępczości fundacji Fondazione Antonino Caponnetto. W 2024 otrzymał pierwsze miejsce na liście Ruchu Pięciu Gwiazd w wyborach europejskich w okręgu wyspiarskim. W wyniku głosowania z czerwca tegoż roku uzyskał mandat posła do Europarlamentu X kadencji.

## Odznaczenia i wyróżnienia
- Oficer Orderu Zasługi Republiki Włoskiej (2016)[10]
- Premio Nazionale Paolo Borsellino (2016)[11]